# Ochodnica
Ochodnica (ungarisch Ösvényes – bis 1907 Ochodnica) ist eine Gemeinde im Nordwesten der Slowakei, mit 1933 Einwohnern (Stand 31. Dezember 2024) und liegt im Okres Kysucké Nové Mesto, einem Kreis des Žilinský kraj.

## Geographie

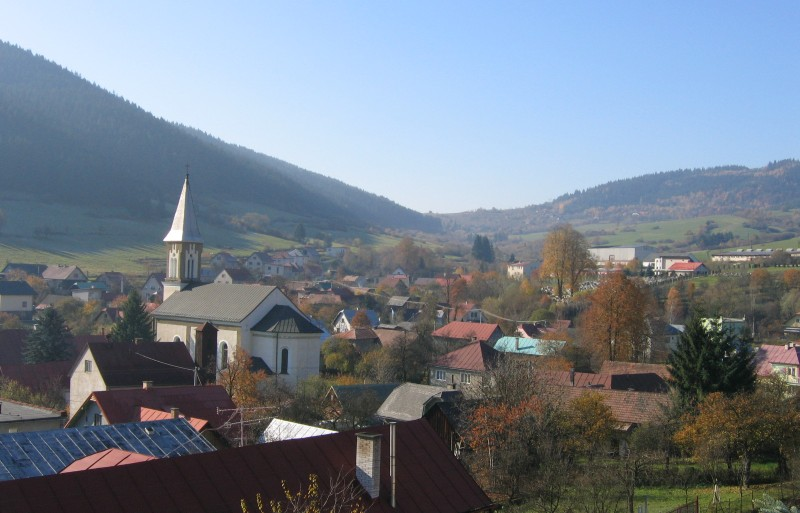
Blick auf den Ort

Die zur traditionellen Landschaft Kysuce zählende Gemeinde liegt am Ostende des Gebirges Javorníky am Bach Ochodničanka, der im Ort in die Kysuca als rechtsufriger Zufluss mündet. Um den Ort herum sind einige traditionelle Kleinsiedlungen (slowakisch kopanice) zerstreut. Das auf einer Höhe von 403 m n.m. liegende Ortszentrum liegt sieben Kilometer nördlich von Kysucké Nové Mesto.

## Geschichte
Ochodnica wurde mit dem Nachbarort Dunajov im 16. Jahrhundert nach walachischem Recht gegründet, auf dem Gebiet von Lieskovec. Zur Zeit der Gründung im Jahr 1596 gehört die Ortschaft zum Herrschaftsgut von Budatín. 1783 sind 175 Häuser und 988 Einwohner verzeichnet. Die erste Pfarrei wurde erst im Jahre 1789 gegründet.

## Bevölkerung
| Jahr                | 1994 | 2004    | 2014    | 2024    |
| ------------------- | ---- | ------- | ------- | ------- |
| Anzahl der Personen | 2027 | 2017    | 1932    | 1933    |
| Unterschied         |      | −0,49 % | −4,21 % | +0,05 % |

| Jahr                | 2023 | 2024    |
| ------------------- | ---- | ------- |
| Anzahl der Personen | 1933 | 1933    |
| Unterschied         |      | +1,42 % |

## Sehenswürdigkeiten
- römisch-katholische Martinskirche aus dem Jahr 1789
- eine Kapelle aus dem 19. Jahrhundert
- Mineralquelle oberhalb des Ortes